# Joseph Sipendi
Joseph Sipendi (* 19. März 1915 in Kilema; † 29. April 1985 in Moshi) war ein tansanischer Geistlicher und römisch-katholischer Bischof von Moshi.

## Leben
Joseph Sipendi besuchte ab 1928 das Kleine Seminar in Kilema. Von 1937 bis 1945 studierte Sipendi in Rom, wo er Abschlüsse in den Fächern Katholische Theologie und Kanonisches Recht erwarb. Er empfing am 20. Dezember 1942 das Sakrament der Priesterweihe. Von 1966 bis 1968 war Sipendi Apostolischer Administrator von Sansibar und Pemba.
Am 11. Januar 1968 ernannte ihn Papst Paul VI. zum Bischof von Moshi. Der Bischof von Bukoba, Laurean Kardinal Rugambwa, spendete ihm am 24. März desselben Jahres in der Christ the King Cathedral in Moshi die Bischofsweihe; Mitkonsekratoren waren der Erzbischof von Tabora, Marko Mihayo, und der emeritierte Bischof von Moshi, Joseph Kilasara CSSp.